# Snap (gestionar de pachete)
Snap este un sistem de împachetare și instalare program dezvoltat de Canonical pentru sisteme de operare care utilizează nucleul Linux. Pachetele, numite snapuri, și unealta pentru utilizarea lor, snapd, lucrează peste o gamă de  distribuții Linux și permit dezvoltatorilor de programe în amonte să distribuie aplicațiile lor direct la utilizatori. Snapurile sunt aplicații autonome care rulează într-o cutie cu nisip cu acces mediat la sistemul gazdă. Snap a fost inițial lansat pentru aplicații pentru cloud dar a fost mai târziu portat să lucreze pentru dispozitive din Internetul obiectelor  și aplicații pentru calculatoare.